# Meini Hirion

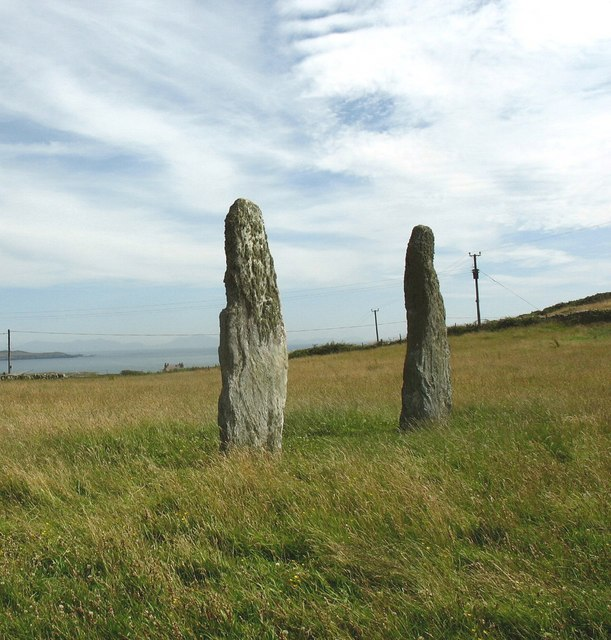
Meini Hirion

Die beiden Meini Hirion (auch Llanbedr Stones (deutsch „Lange Steine“ Dwygyfylchi oder Seward Hill genannten) Menhire walisisch Maen hir – englisch Standing stone) sollen der Rest eines Steinkreises sein. Sie stehen in einem Feld westlich der A496 und östlich des Flusses Artro (walisisch Afon Artro) nordwestlich der Kirche von Llanbedr und nördlich des Dorfes, bei Harlech in Gwynedd in Wales. Meini Hirion walisisch für „Lange Steine“ – ist unter anderem auch einer der Namen des Steinkreises Druid’s Circle.
Die schlanken Steine stehen neben einer Eiche und sind von einem Eisengitter umgeben (Lage). Sie sind etwa 3,0 und 2,1 m hoch und Nord-Süd orientiert. Frühere Berichte sprechen von einem dritten etwa 1,0 m hohen Stein. Es gibt aber keine archäologischen Belege dafür, dass sie die Reste eines Steinkreises sind.

## Der Spiralstein
Der Spiralstein von Llanbedr (auch St Peter’s Church Spiral Stone oder Llanbedr Spiral Stone genannt) steht in der St Peter’s Church von Llanbedr. Die Steinplatte hat an einem Ende eine eingeritzte Spirale mit sieben Windungen und etwa 35 cm Durchmesser (Lage). Nach einem Vermerk in der Kirche wurde der Stein im 19. Jahrhundert in den Hügeln über Dyffryn Ardudwy von einem Dr. Griffith in einer vorgeschichtlichen Rundhütte gefunden. Die Spirale im neolithischen Stil erinnert an die Spiralen in den Megalithanlagen auf Anglesey (Barclodiad y Gawres, Bryn Celli Ddu) und im Boyne Valley (Newgrange) in Irland.